# Santiago Loza
Pour les articles homonymes, voir Loza.
Santiago Loza, né le 15 avril 1971 à la Province de Córdoba, Argentine, est un réalisateur et scénariste argentin.

## Biographie
Santiago Loza étudie à l'Universidad Nacional Film School, à l'Instituto Nacional de Cine y Artes Audiovisuales (INCAA), à l'Escuela Nacional de experimentación y Realización Cinematografica de (ENERC) et à l'Escuela Municipal de Artes Dramáticas.
En 1998, il réalise le court-métrage Lara y Los Trenes. En 2003, son premier long métrage, Extraño, est présenté en sélection officielle au Festival de Rotterdam, où il remporte le Tigre d'or du meilleur film. En 2008, il réalise les films Artico et Rosa Patria. En 2009, son film La invención de la Carne est présenté en sélection officielle au Festival de Locarno. Cette même année, il est cofondateur de l'Elefante Theater Club, et continue écrire des pièces et à réaliser des films.
Son film Los Labios (en), présenté au Festival de Cannes 2010 dans la section Un certain regard, permet à Adela Sanchez, Eva Bianco et Victoria Raposo de remporter le prix de la meilleure actrice.
Son film Breve historia del planeta verde remporte le Teddy Award à la Berlinale 2019.

## Filmographie partielle

### Comme réalisateur
- 1999 : Historias Breves III: Lara y los trenes
- 1999 : Historias Breves 3
- 2003 : Extraño
- 2005 : Cuatro mujeres descalzas
- 2008 : Ártico
- 2009 : Rosa Patria
- 2009 : La invención de la carne
- 2010 : Los labios (en)
- 2013 : La Paz
- 2014 : Si je suis perdu, c'est pas grave
- 2014 : El asombro
- 2014 : Doce casas (série télévisée)
- 2018 : Malambo, el hombre bueno
- 2019 : Breve historia del planeta verde
- 2020 : Edición ilimitada
- 2022 : Amigas en un camino de campo

### Comme scénariste
- 1999 : Historias Breves 3
- 2000 : 44
- 2004 : Parapalos
- 2005 : Cuatro mujeres descalzas
- 2009 : La invención de la carne
- 2010 : Los Labios (en)
- 2012 : Me perdí hace una semana
- 2013 : La Paz
- 2013 : Ab
- 2014 : Si je suis perdu, c'est pas grave
- 2014 : Carnaval
- 2014 : El asombro
- 2014 : Doce casas (série TV)
- 2016 : Crespo (La continuidad de la memoria)

## Récompenses et distinctions
- Berlinale 2019 : Teddy Award pour Breve historia del planeta verde